# Pyrogallol
Pyrogallol eller bensen-1,2,3-triol är ett vitt kristallint pulver och ett kraftigt reduktionsmedel.

## Historia
Pyrogallol framställdes först av den svenske kemisten Carl Wilhelm Scheele 1786 genom upphettning gallussyra (C6H2(OH)3COOH).
{\displaystyle {\rm {C_{6}H_{2}(OH)_{3}COOH\ {\xrightarrow {heat}}\ C_{6}H_{3}(OH)_{3}+CO_{2}}}}
En alternativ framställningsmetod är upphettning av para-klorfenoldisulfonsyra med kaliumhydroxid.

## Egenskaper
Pyrogallol oxideras av syret i luften och ändrar då färg till grå (rena kristaller), lila (i en alkalisk vattenlösning) eller brun (i en sur lösning). Den kan användas på detta sätt att beräkna mängden syre i luften.

## Användning
Den kan användas vid hårfärgning och för syreabsorption vid gasanalys. Den har även antiseptiska egenskaper. Pyrogallol användas också i framkallningsvätskan vid svartvit fotografi, men dess användning är till stor del historisk, med undantag för särskilda tillämpningar (hydrokinon är vanligare idag).
Begränsad exponering för denna kemikalie rekommenderas. Pyrogallol används sannolikt inte i moderna hårfärgningsmedel på grund av den misstänkta toxiciteten hos denna substans.

### Användning i fotografisk framkallning
Även om pyrogallol var populär vid fotografisk framkallning under 1800- och början 1900-talet, kom dess bruk till del stor att ersättas omkring 1920, även om den fortsatte att användas av ett fåtal betydande fotografer, däribland Edward Weston. På den tiden hade den ett rykte om sig att vara oberäknelig och opålitlig, möjligen beroende på dess oxidationsbenägenhet. Den upplevde en renässans i början på 1980-talet, främst beroende på de insatser som gjordes av Gordon Hutchings. Hutchings tillbringade över ett årtionde med pyrogallolrecept och småningom åstadkom han en han kallade PMK (efter sina huvudbeståndsdelar, pyrogallol, metol och kodalk [Kodaks varumärke för natriummetaborat]). PMK och andra moderna pyrorecept används nu av ett stort antal svartvita fotografer.